# Smooth Island, Nunavut
Smooth Island är en ö i Kanada.   Den ligger i territoriet Nunavut, i den östra delen av landet, 1 900 km norr om huvudstaden Ottawa.